# هنر تایلندی

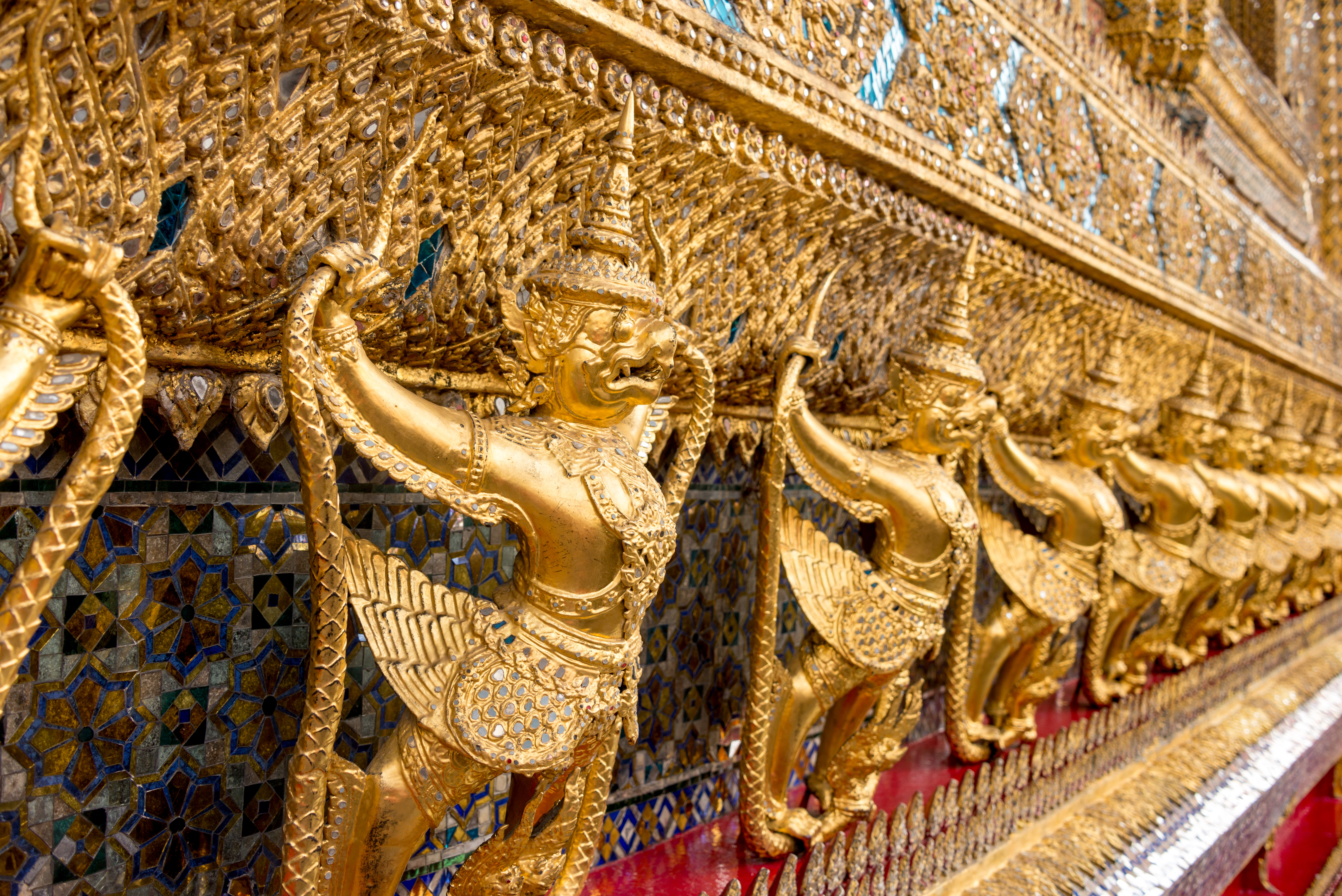
گارودا در معبد وات پو (بانکوک)

هنر تایلندی (انگلیسی: Thai art)به طیف متنوعی از گونه‌های هنری از قبیل معماری، مجسمه‌سازی، نقاشی، پارچه، هنرهای تزئینی، صنعت‌گری، سرامیک و برخی دیگر اشاره دارد که از دوران ماقبل تاریخ تا حال حاضر در تایلند به وجود آمده‌اند. در حالی که بودیسم با تعداد زیادی از مجسمه‌ها و نقاشی‌های شمایل بودا و مضامین مذهبی، نقش مهمی را در هنر تایلندی ایفاء کرده‌است، طبیعت از جمله گیاهان و جانوران وهم چنین موجودات افسانه ای الهام بخش اصلی هنر تایلندی بوده‌اند که با نقش‌مایه‌های رنگارنگ در انواع گوناگون قالب‌های هنری ظهور پیدا کرده‌اند. در هنر معاصر تایلندی، آثار هنری سنتی همچنان به صورت قابل توجهی حضور دارد و بر تصورات هنرمندان تأثیر می‌گذارد.

## پیشینه
پیش از مهاجرت مردم تایلند از یون‌نان به سمت جنوب در قرن دهم، سرزمین اصلی جنوب شرق آسیا برای هزاران سال، منزلگاه جامعه‌های بومی مختلف بوده‌است. کشف فسیل‌های انسان راست‌قامت همچون انسان لامپانگ، نمونه ای از انسان کهن است. این بقایا، اولین بار هنگام حفاری‌ها در استان لامپانگ کشف شدند. قدمت این یافته‌ها به ۱٬۰۰۰٬۰۰۰–۵۰۰٬۰۰۰ سال قبل در پلیستوسن تخمین زده می‌شود. ابزار سنگی مربوط به ۴۰٬۰۰۰ سال قبل، از جمله در تام لود راکشلتر در مای هونگ سون و لانگ رونگرین راکشلتر در کرابی، شبه جزیره تایلند یافت شده‌است. یافته‌های باستان‌شناسی با عمری بین ۱۸٬۰۰۰–۳٬۰۰۰ سال قبل، به‌طور عمده از غار و پناهگاه‌های صخره ای به دست آمده‌است و به خوراک جویان هوابین هیان مربوط است.